# Vakbond

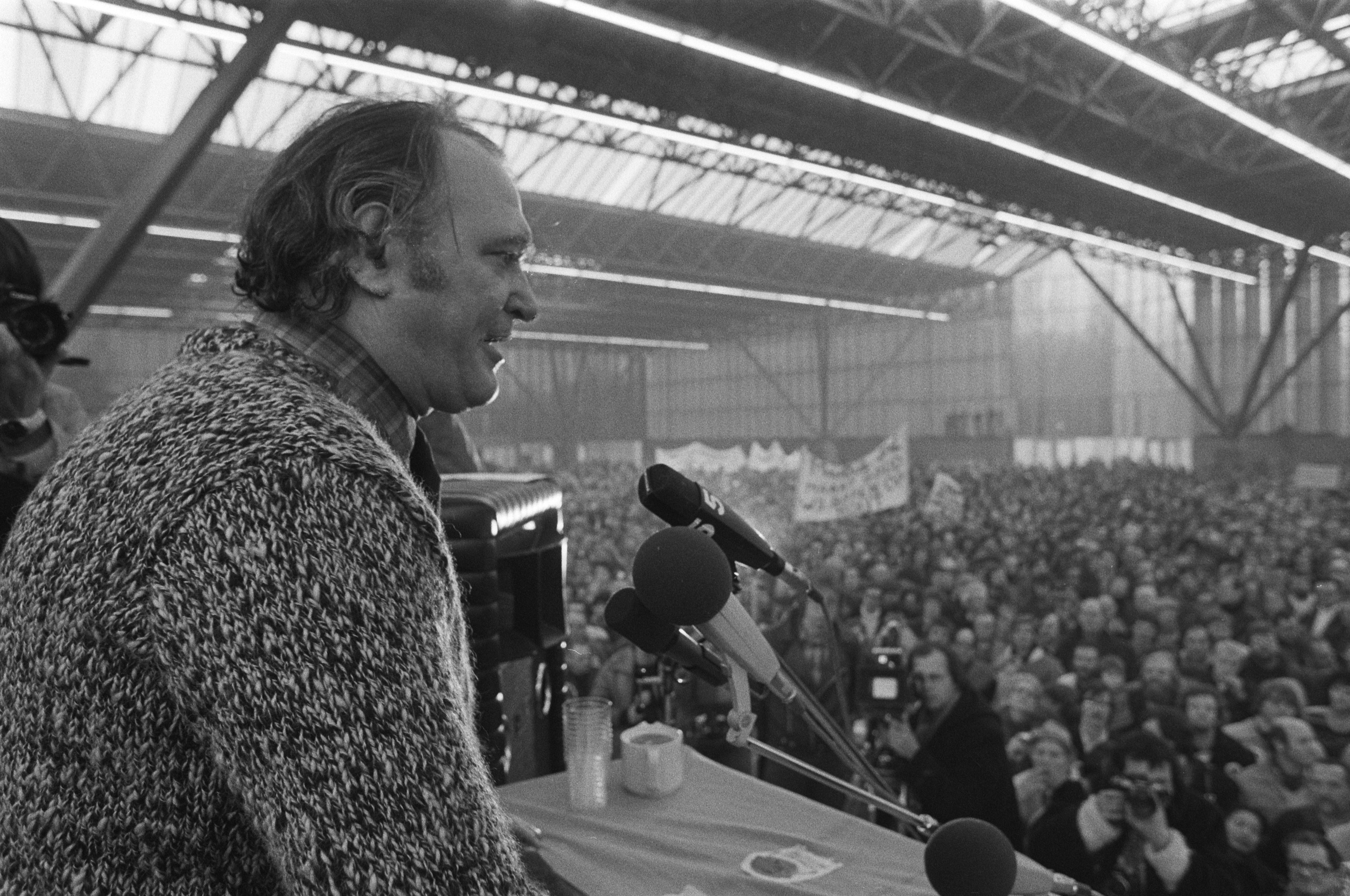
Vakbondsleider Herman Bode spreekt op 4 maart 1980 stakende arbeiders toe in de RAI te Amsterdam.

Een vakbond, vakvereniging, werknemersvereniging, vakorganisatie of syndicaat is een organisatie die de individuele en collectieve belangen van aangesloten werknemers behartigt.

## Geschiedenis
De eerste vakbonden ontstonden ten tijde van de industriële revolutie; zij lagen aan de basis van het socialisme. Karl Marx en Friedrich Engels organiseerden vanuit Brussel een netwerk van arbeidersorganisaties die leidde tot de stichting van de Eerste Internationale.
In België ontstond de allereerste vakbond in 1842: de ALCIT was een vereniging van typografen in Brussel. De ambachtslui in drukkerijen hadden een lange traditie van onderlinge bijstand. Tot het einde van de 19e eeuw werden die verenigingen kapellen genoemd. In het begin van de 19e eeuw, ten tijde van de industrialisatie, werkten arbeiders voor minimumlonen en leefden ze in ellendige omstandigheden. Tot 1887 ging de uitbetaling van loon in België meestal volgens het trucksysteem; de werkgevers betaalden een gedeelte in natura. In Nederland was gedwongen winkelnering tot in de 20e eeuw in de venerijen en de schoenindustrie schering en inslag. Langzamerhand vormden zich meer vakbonden, dikwijls in de vorm van bijstandskassen (mutualiteiten). Deze arbeidersorganisaties stonden dikwijls op de rand van de legaliteit. In 1866 werd het toenmalige coalitieverbod (art. 415/416) echter vervangen en werd vakbondsorganisatie mogelijk, hoewel stakingen nog steeds bestraft werden. Werkgevers maakten bijvoorbeeld zwarte lijsten met namen van voortrekkers van de vakbond. Wie op deze lijst stond, kon elders moeilijk nog werk vinden.
De eerste vakverenigingen in Nederland waren vooral verenigingen voor onderlinge hulp. De eerste landelijke vakcentrale was de Algemene Nederlandse Werkliedenvereniging (1871), de eerste landelijke vakbonden waren kort daarvoor opgericht. De politieke invloeden in de ANWV en van de Sociaal-Democratische Bond (SDB) op vakbonden leidden tot het oprichten van een onafhankelijke vakcentrale, het Nederlands Arbeidssecretariaat (NAS) in 1893. Als eerste moderne (sociaaldemocratische) vakbond in Nederland wordt wel beschouwd de Algemene Nederlandse Diamantbewerkersbond uit 1894. Op 1 januari 1906 werd het Nederlands Verbond van Vakverenigingen (NVV) opgericht, waarbij vijftien vakbonden waren aangesloten. In 1977 ging het NVV op in de Federatie Nederlandse Vakbeweging (FNV).

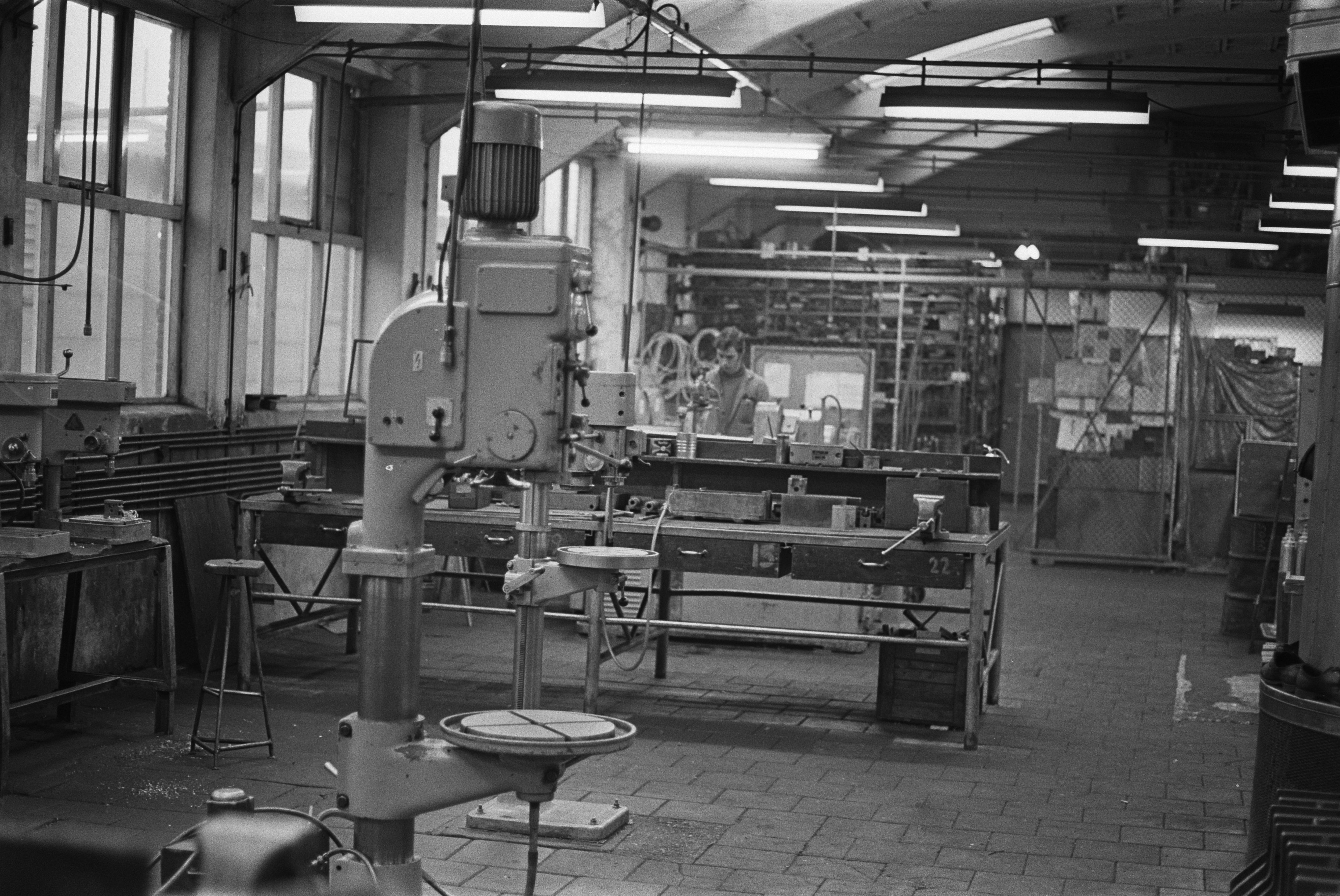
Staking in machinefabriek Lomefa in Hoorn voor het vakbondstientje

Gezien het collectieve karakter van veel van de resultaten van vakbonden, is de positie van ongeorganiseerden onderwerp geweest van veel discussie. Zij profiteren wel van deze collectieve resultaten, maar betalen er niet aan mee. Dit vrijbuitersprobleem bij de financiering van de vakbonden leidde in Nederland na de metaalstaking van 1970 tot een werkgeversbijdrage van 10 gulden per werknemer, daarom ook wel het vakbondstientje genoemd, hoewel het vrijbuitersprobleem daarmee bleef bestaan.:285-286
In 2001 was 25% van de Nederlandse werknemers (in de leeftijd 15-64 jaar) nog georganiseerd, oftewel aangesloten bij een vakbond. De syndicalisatiegraad in België bedraagt 54% (in de leeftijd 15-64 jaar), wat een van de hoogste percentages ter wereld is. Alleen Scandinavische landen scoren systematisch hoger. In maart 2013 waren in Nederland bijna 1,8 miljoen mensen lid van een vakbond.

## Activiteiten
De vakbond onderhandelt namens de leden met de werkgever of daarvoor aangewezen partij, zoals de werkgeversvereniging, over collectieve arbeidsvoorwaarden. Dit kunnen bijvoorbeeld zijn: loon, vergoedingen, werktijden en rusttijden. Daarnaast kan de vakbond met de (vertegenwoordiger van) werkgevers onderhandelen over de werkomstandigheden en meer in het algemeen de rechten en plichten van de werknemers. Ook treedt de vakbond op om de belangen van leden te behartigen bij bijvoorbeeld ontslag en reorganisatie en kunnen vakbonden (arbeids)juridische bijstand en advies geven aan hun leden. Ook komt de vakbond meer in het algemeen op voor de verdediging van de geldende maatschappelijke waarden en normen ten aanzien van mens en arbeid.
Een van de wapens is de staking. Het gebruik van het stakingswapen dient proportioneel te zijn. Sommigen zien het als chanteren van werkgevers door te staken of te dreigen met staking. Door te staken wordt immers het bedrijf schade toegebracht. Bij sommige stakingen wordt zelfs het openbare leven verstoord (denk aan stakingen waarbij het openbaar vervoer wordt platgelegd, snelwegen geblokkeerd worden of industriezones met wegblokkeringen worden afgezet). Vooral bij publieksonvriendelijke stakingsacties door diensten als bijvoorbeeld de brandweer kan de verontwaardiging bij het publiek groot zijn. Werknemers die niet willen staken worden soms door de stakers gedwongen het werk toch neer te leggen. Echter zijn er ook publieksvriendelijke actiemiddelen zoals het niet controleren van vervoersmiddelen in de trein of het, door de politie, niet beboeten van kleine overtredingen.
In de periode 2001-2010 waren er in Nederland ruim 200 geschillen waarbij werknemers in staking gingen om tegemoetkoming aan hun eisen af te dwingen. Hierbij gingen in tien jaar ruim 600.000 arbeidsdagen verloren. In 2010 gingen 59.000 arbeidsdagen verloren door stakingen. Uitgedrukt in procenten van de gewerkte tijd is het stakingspercentage in Nederland als gebruikelijk verwaarloosbaar.
Vakbonden hebben over het algemeen de rechtsvorm van een vereniging. In België zijn vakbonden echter bij bijzondere bepaling géén rechtspersoon.

## Impact

### Economie

Inkomensongelijkheid en vakbondsparticipatie hebben een omgekeerde relatie. De ongelijkheid nam in de VS sinds de jaren 1980 toe, terwijl de vakbondsparticipatie daalde

De academische literatuur toont substantieel bewijs dat vakbonden economische ongelijkheid verminderen. De econoom Joseph Stiglitz stelt dat in de Verenigde Staten "sterke vakbonden hebben bijgedragen aan het verminderen van ongelijkheid, terwijl zwakkere vakbonden het gemakkelijker hebben gemaakt voor CEO's om deze te vergroten." De afname van het aantal vakbonden sinds de Tweede Wereldoorlog in de Verenigde Staten wordt in verband gebracht met een uitgesproken stijging van de inkomens- en vermogensongelijkheid en, sinds 1967, met een verlies aan inkomen voor de middenklasse. Verder zijn Right to work-wetten (die verplicht vakbondslidmaatschap verbieden) in verband gebracht met grotere economische ongelijkheid in de Verenigde Staten.
Onderzoek uit Noorwegen heeft uitgewezen dat hoge percentages aan lidmaatschap van vakbonden leiden tot substantiële stijgingen van de productiviteit van bedrijven, evenals tot stijgingen van de lonen van arbeiders. Onderzoek uit België vond ook productiviteitswinsten, hoewel kleiner. Onderzoek in de Angelsaksische landen geeft aan dat vakbonden kunnen zorgen voor een hoger loon en de ongelijkheid kunnen verminderen, terwijl de groei van de werkgelegenheid en de arbeidsflexibiliteit worden beperkt.

### Politiek
In de Verenigde Staten zijn vakbonden in verband gebracht met minder racistische denkbeelden onder blanken. Het lidmaatschap van vakbonden vergroot de politieke kennis, vooral onder degenen met een minder goede opleiding.

### Gezondheid
In de Verenigde Staten wordt een hoger lidmaatschap van vakbonden in verband gebracht met een lager aantal sterfgevallen door zelfmoord / overdosis.

## Kritiek
Sommige economen zijn fel gekant tegen de verplichte organisatie van werknemers binnen een vakbeweging of tegen vakbonden in hun algemeenheid. Verplicht lidmaatschap van een vakbond bestaat in Nederland niet. Dat economen vakbonden afwijzen komt doordat de vakbonden een minimumprijs voor arbeid kunnen afdwingen; als een cao niet algemeen verbindend verklaard wordt, dan in ieder geval voor hun leden. Ze zijn van mening dat producenten dan minder werknemers zullen aannemen. Vrijheid van vereniging en vrijheid van vergadering zijn internationale grondrechten en mensenrechten. Kenmerkend is dat dictatoriaal geregeerde landen geen vrije vakbonden toestaan.
Wat de verplichte organisatie van werknemers binnen een vakbeweging betreft, is er in België de wet van 24 mei 1921 op de verenigingsvrijheid, die expliciet de negatieve verenigingsvrijheid beschermt, dus de vrijheid om niet lid te worden van een vakbond.
Cao-deskundige en publicist Harry Vogels uitte in zijn boek CAO Compact kritiek op de gebrekkige verantwoording van het geld dat op grond van cao-afspraken door werkgevers en werknemers in cao-fondsen moet worden gestort. Deze fondsen dienen voor scholingsprojecten en dergelijke en worden door werkgeversorganisaties en vakbonden beheerd. Volgens Vogels wordt dit geld gebruikt om de vakbondsorganisatie te financieren. Volgens een persbericht van 9 april 2004 van het Ministerie van Sociale Zaken en Werkgelegenheid vloeide 10% van de cao-fondsen naar de vakbonden en werkgeversorganisatie voor de uitvoering van bepaalde activiteiten. Van 3% van het geld dat de sociale partners in dit kader ontvingen, was onduidelijk waar het aan besteed was.

## Vakbonden Europees en wereldwijd
In vele landen waren vakbonden lange tijd illegaal en werd het opzetten van een vakbond streng bestraft. Ook bestonden en bestaan in een aantal vakbonden die vanuit de regering worden opgericht die vooral erop gericht zijn om arbeidsonvrede te dempen en die geen democratische structuur hebben. Dat is bijvoorbeeld in een aantal Oost-Europese landen jarenlang het geval geweest. Tegenwoordig bestaan bijvoorbeeld in Turkije naast democratische vakbonden ook dit soort gele bonden. Op Europees niveau werken democratische vakbonden samen in het Europees Verbond van Vakverenigingen (EVV), vaak aangeduid met zijn Engelse naam ETUC. Dat is gevestigd in Brussel en werkt samen met de instituties van de Europese Unie - hoewel de leden van het EVV niet alleen uit de lid-staten van de Europese Unie komen.
De situatie van arbeidsrecht en vrijheid van vakbonden is zeer verschillend over de wereld. Met name in Zuid-Amerika kan het vakbondslidmaatschap van oudsher levensgevaarlijk zijn. Er worden daar volgens cijfers uit 2003 jaarlijks nog steeds meer dan 100 vakbondsleden vanwege hun lidmaatschap vermoord. Desondanks kwamen vakbonden ook daar tot stand en kregen politieke macht, wat leidde tot arbeidswetgeving die niet alleen het recht op het vormen van vakbonden erkende, maar ook de relatie tussen werkgevers en vakbonden vastlegde.
Ook op wereldschaal hebben vakbonden zich verenigd. In 2006 is door een fusie het Internationaal Vakverbond ontstaan, ook wel aangeduid met zijn Engels afkorting ITUC.
Naast internationale organisaties zoals ETUC en ITUC waar nationale vakbondsorganisaties lid van zijn, bestaan er ook internationale koepelorganisaties van categoriale vakbonden. Zo bestaat er een wereldkoepel van vakbonden in het onderwijs, Education International, en een wereldkoepel van vakbonden in de publieke sector, Public Services International, en meer (zie onder).

### Europese vakbonden
- Europees Verbond van Vakverenigingen (ETUC)
  - European Arts and Entertainment Alliance (EAEA)
  - EuroCOP (European Confederation of Police)
  - Europese Federatie van Bouwvakkers en Houtbewerkers (European Federation of Building and Woodworkers, EFBWW/FETBB)
  - Europese Federatie voor Voeding, Landbouw en Toerisme (European Federation of Food, Agriculture and Tourism, EFFAT)
  - Europese Federatie van Journalisten (European Federation of Journalists, EFJ/FEJ)
  - Europese Federatie voor Werknemers in de Mijnbouw, Chemie en Energiesector (European Mine, Chemical and Energy Workers’ Federation, EMCEF)
  - Europese Metaalwerkers Federatie (European Metalworkers' Federation, EMF/FEM)
  - Europese Federatie van ambtenarenvakbonden (European Federation of Public Service Unions, EPSU)
  - Europese Transportarbeiders Federatie Federatie (European Transport Workers' Federation, ETF)
  - Europese Vakbondscomité voor Onderwijs (European Trade Union Committee for Education, ETUCE/CSEE)
  - Europese vakbondsfederatie voor textiel, kleding en leder (European Trade Union Federation - Textiles Clothing and Leather, ETUF-TCL/FSE-THC)
  - UNI-Europa Union Network International Europe

### Internationale vakbonden (Global union federations, GUFs)
- Internationaal Vakverbond (IVV) oftewel ITUC (Engelstalige afkorting)
- Bouw- en Houtwerkers Internationaal (BWI)
- Industrial Workers of the World (IWW)
- Internationale voor Onderwijs (EI)
- Internationaal samenwerkingsverband van schrijversgilden (IAWG)
- International Arts and Entertainment Alliance (IAEA)
- Internationale Federatie voor Werknemers in de Mijnbouw, Chemie, Energiesector en Algemene Arbeiders (ICEM)
- Internationale Federatie van Journalisten (IFJ)
- Internationale Metaalwerkers Federatie (IMF)
- Internationale Transportarbeiders Federatie (ITF)
- Internationale Vakbondsfederatie voor Textiel, Kleding en Leder (ITGLWF)
- Internationale Vakbond voor Voeding, Landbouw, Hotel, Restaurant, Catering, Tabak en Geallieerde Arbeiders (IUF)
- Openbare Diensten Internationaal (PSI)
- UNI Wereldvakbond (UNI)

#### Historische internationale vakbonden
- IVVV - Internationaal Verbond van Vrije Vakverenigingen (IVVV)
- WVA - Wereldverbond van de Arbeid (WVA)